# Andrei Pavel
Andrei Pavel (født 27. januar 1974 i Constanţa, Rumænien) er en rumænsk tennisspiller, der blev professionel i 1994. Han har igennem sin karriere vundet 3 single- og 6 doubletitler, og hans højeste placering på ATP's verdensrangliste er en 13. plads, som han opnåede i oktober 2004.

## Grand Slam
Pavels bedste Grand Slam resultat i singlerækkerne kom ved French Open i 2002, hvor han spillede sig frem til kvartfinalerne. Her måtte han dog se sig besejret af spanieren Alex Corretja.